# Regards sur l'économie allemande
Regards sur l'économie allemande est une revue scientifique publiant des informations, analyses et commentaires sur les transformations structurelles qui affectent l'économie allemande.
Elle étudie les transformations structurelles qui affectent l’économie allemande sous l’effet de l’intégration européenne et de la globalisation. À côté de rubriques régulières d’actualité, la revue publie des dossiers sectoriels, analyse les politiques publiques fédérales et régionales ainsi que les stratégies des entreprises, tout en mettant en évidence les enjeux de régulation politique et sociale aux plans national et européen. La revue s’adresse aux chercheurs, aux experts des questions européennes, aux acteurs de la vie économique et publique, aux journalistes spécialisés.
Les numéros de plus de 2 ans sont disponibles en accès libre sur le portail OpenEdition Journals.